# Myconus conspersinervis
Myconus conspersinervis är en insektsart som först beskrevs av Stsl 1862.  Myconus conspersinervis ingår i släktet Myconus och familjen vedstritar. Inga underarter finns listade i Catalogue of Life.